# В поисках Олуэн
«В поисках Олуэн» (валл. Culhwch ac Olwen, англ. Conquest for Olwen) — мультипликационный фильм, снятый режиссёром Валерием Угаровым в 1990 году.
Совместная постановка киностудии «Союзмультфильм» при участии «Совинтерфеста» (СССР) и «Метта Продакшнс лтд», ITV Wales & West и S4C BBC (Великобритания).
Мультфильм снят по мотивам сказки из собрания кельтского фольклора «Мабиногион», сюжет повествует об истории Килуха и Олвен.

## Сюжет мультфильма
Ки́лух был сыном короля в Уэльсе. Когда его мать — королева — умерла, отец женился вновь. Мачеха наслала на Килуха страшное любовное заклятие: он не будет знать покоя, пока не найдёт прекрасную Олуэн, дочь великана Исбаддадена. Великан убивал всех искателей руки своей дочери, так как ему было предсказано, что он умрёт в день её свадьбы. Килух решил обратиться за помощью к королю Артуру, и тот отправил двух своих рыцарей помогать Килуху в поисках. Долго они странствовали и, наконец, в далёкой горной долине отыскали, где жил великан и его дочь. Килух увидел прекрасную Олуэн, поговорил с ней и пошёл к её отцу, чтобы посвататься. Великан выдвинул несколько почти невыполнимых условий, которые Килух должен выполнить до свадьбы. На заброшенном поле найти и собрать непроросшие семена льна, снова засеять их, вырастить лён и соткать из него белую свадебную фату для Олуэн. Чтобы постричь и побрить великана к свадьбе дочери, надо достать волшебные гребень, ножницы и бритву, которые держит у себя дикий вепрь, самый кровожадный зверь в мире. А его не поймать без Мабона, лучшего в мире охотника, который исчез бесследно много лет назад. А чтобы сбрить бороду великана, её надо смягчить кровью Чёрной ведьмы, которая живёт в долине смерти. Если Килух выполнит всё это, то получит Олуэн в жёны, а если не сможет — то умрёт. 

И вновь Килух отправился за советом к королю Артуру и всё рассказал ему и рыцарям. Только объединёнными усилиями удалось исполнить сложные задания. Король Артур благословил Килуха и Олуэн и пожелал долгой, счастливой и радостной жизни.

## Создатели
- автор сценария — Гвин Томас
- кинорежиссёр — Валерий Угаров
- художники-постановщики — Игорь Олейников, Лев Евзович, Маргарет Джоунс
- композитор — Владимир Мартынов
- исполнитель музыки — Игорь Назарук
- аниматоры: Валерий Угаров, Юрий Кулаков, Колин Уайт, Нэвилл Эстли, Андрей Смирнов, Александр Маркелов
- кинооператор — Майкл Саттон
- ассистент кинооператора — Билл Робертс
- звукооператоры: Лоуренс Ахерн, Владимир Кутузов
- звукоинженеры: Евгений Некрасов, Геннадий Папин
- роли озвучивали: Всеволод Ларионов (Рассказчик / Избададен), Нина Зоткина (Олуэн), Лев Шабарин (Килух), Ефим Кациров (Чёрная ведьма)
- художники: Евгения Цанева, Геннадий Морозов, Наталья Турыгина, Анна Ягужинская, Сара Уилки, Ольга Гришанова, Юлия Баранова
- монтаж — Ричард Брэдли
- монтажёр — Маргарита Михеева
- ассистент режиссёра — Ирина Литовская
- редакторы: Елена Никиткина, Уинн Джоунс
- автор русского текста — Виктор Славкин
- главный редактор — Елизавета Бабахина
- продюсер — Луиза Джоунс
- директора съёмочной группы: Нина Сучкова, Майкл Саттон

## Награды и призы
- 1991 — Международный фестиваль анимационных фильмов в Анси — Приз за лучший телевизионный фильм[2].